# Francisco Bethencourt
Francisco Bethencourt é um professor português titular da cátedra Charles Boxer de História do King's College de Londres. A investigação de Bethencourt centra-se na história do racismo, expansão portuguesa e europeia dos séculos XV ao XIX, missões e história religiosa no mundo católico e identidades e intercâmbios culturais na Península Ibérica. O livro de Bethencourt Racismos: Das Cruzadas ao Século XX (2013) foi descrito como a primeira história mundial sobre o racismo. Foi descrito por Ekow Eshun no The Independent como "uma história desagradável. Mas uma necessária ".

## Obras
- Estranhos na sua terra: Ascensão e queda da elite mercantil cristã-nova (séculos XV-XVIII). Tradutor: Artur Lopes Cardoso. Lisboa: Temas e Debates, 2025.
- Racisms: From the Crusades to the Twentieth Century. Princeton: Princeton University Press, 2013.
- The Inquisition. A Global History, 1478-1834. Cambridge: Cambridge University Press, 2009.
- História da expansão portuguesa, 5 volumes, Lisboa: Temas e Debates e Autores, 1998-2000.

### Obras enquanto editor
- Racism and Ethnic Relations in the Portuguese-Speaking World. London/Oxford: British Academy/Oxford University Press, 2012. (edited with Adrian Pearce)
- The Portuguese Oceanic Expansion, 1400-1800. Cambridge: Cambridge University Press, 2007. (edited with Diogo Ramada Curto)